# لي باورز
لي باورز (بالإنجليزية: Lee Bowers)‏ هو شخصية أعمال أمريكي، ولد في 12 يناير 1925، وتوفي في 9 أغسطس 1966.